# Raspberry Pass
Der Raspberry Pass ist ein Gebirgspass im Tahltan Highland im Nordwesten der kanadischen Provinz British Columbia. Er liegt südöstlich von Telegraph Creek zwischen den Quellen von Raspberry Creek und Bourgeaux Creek im Mount Edziza Provincial Park. Der Raspberry Pass bildet die Grenze zwischen der Spectrum Range und dem Mount-Edziza-Gebiet, indem er die Mitte des Mount Edziza Volcanic Complex nach Nordwesten durchschneidet.:3,32
Der Raspberry Pass ist der Namensgeber der Raspberry-Formation, einer geologischen Formation des Mount Edziza Volcanic Complex. Der Pass bietet eine Passage für den Yukon Telegraph Trail, welcher von 1898 bis 1901 durch den Dominion Government Telegraph Service betrieben wurde.